# Casa Guardiet-Berrozque
La Casa Guardiet-Berrozque, també anomenada Casa Jané i Alegret, és un dels edificis que conformen la imatge del carrer de la Cort a la vila de Vilafranca del Penedès, protegit com a bé cultural d'interès local.
És un dels edificis més representatius de Vilafranca dins del recinte antigament emmurallat. Sembla que va ser construïda a principis del segle XX (informació no confirmada la classifica com a obra de 1910) i que l'arquitecte responsable de l'obra fou Eugeni Campllonch i Parés (atribució feta per la revista Tothom).
L'edifici és cantoner entre el carrer de la Cort i el carrer d'en Coll. És una casa entre mitgeres formada per soterrani, planta baixa i tres pisos, l'últim pis és de construcció recent. Hi ha una gran tribuna al xamfrà. Les característiques d'aquesta obra la insereixen en l'estil modernista. Se n'ha destacat la disposició de les obertures, el cornisament ondulant, la façana esgrafiada i l'abundant ornamentació floral, que combina estilitzades flors amb espigues de palma.